# Ca’ Zenobio degli Armeni

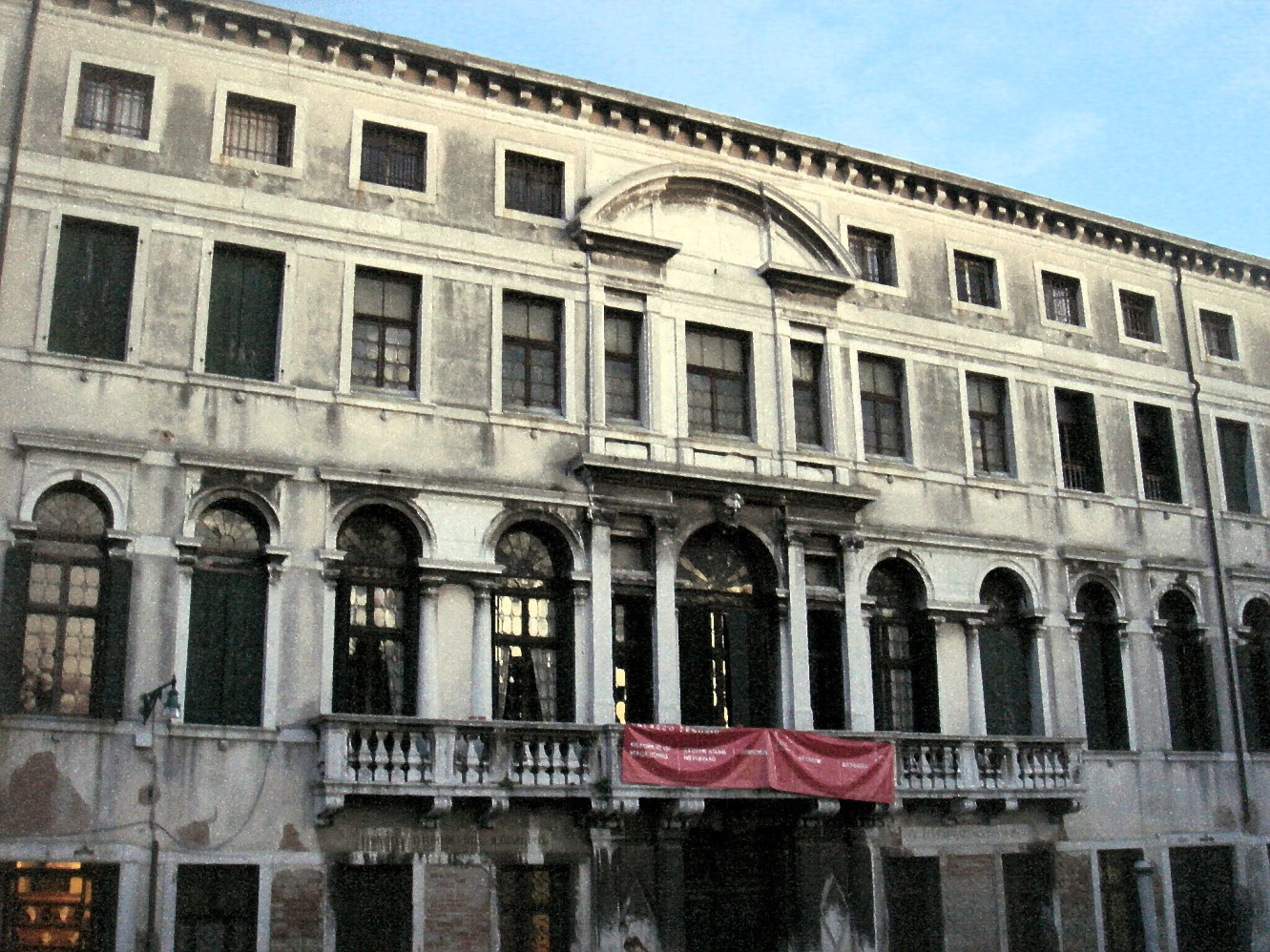
Ca’ Zenobio degli Armeni

Ca’ Zenobio degli Armeni ist ein Palast in Venedig in der italienischen Region Venetien. Er liegt im Sestiere Dorsoduro auf dem Fondamento del Soccorso auf der Strecke zwischen dem  Campo dei Carmini und dem Campo San Sebastian, wenige Schritte vom Palazzo Ariani Minotto Cicogna und vom Palazzo Foscarini.

## Geschichte
Das Projekt wurde im 17. und 18. Jahrhundert von Antonio Gaspari (einem Kollegen des bekannteren Architekten Baldassare Longhena) realisiert. Das heutige Ca’ Zenobio degli Armeni wurde auf der Basis eines früheren gotischen Gebäudes gebaut, das bereits seit 1664 Sitz der Adelsfamilie Zenobio war, die aus der Provinz Verona stammte. Sie waren Auftraggeber des neuen Palastes und von ihnen leitet sich sein Name her.
Mitte des 19. Jahrhunderts starb dieses Adelsgeschlecht aus, ihr Anwesen ging an die Albrizzi über und wurde Sitz des armenischen Mechitaristenordens in Venedig, wovon sich der zweite Teil des Namens des Palastes ableitet.
In den ersten Jahren des 20. Jahrhunderts wurde das Gebäude vom Architekten Vincenzo Rinaldo restauriert.
Heute befindet sich der Palast immer noch im Besitz der Armenier und wird teilweise für Ausstellungen, Konzerte und Empfänge genutzt.
In den verschwenderischen barocken Sälen des Palastes wurden bekannte Musikvideos gedreht: 1984 entstand dort das Video zu Like a Virgin von Madonna und 2004 der Videoclip Vivimi von Laura Pausini.

## Beschreibung

### Außen
Ca’ Zenobio degli Armeni ist ein barockes Gebäude mit bedeutender Fassade, die sich entlang des Kanals erstreckt, der die Karminerkirche mit der Kirche des Erzengels Raphael verbindet. Diese Fassade, die sich über drei Vollgeschosse und ein Mezzaningeschoss unter dem Dach erstreckt und eine strenge Symmetrie aufweist, beeindruckt durch ihre Länge und durch die vielen Fensteröffnungen: Es gibt 46 einzelne Fenster und drei Eingänge im Erdgeschoss sowie die Mehrfachfenster in der Mitte der beiden Hauptgeschosse; das erste Obergeschoss ziert ein venezianisches Fenster mit Maskaron, wogegen sich im zweiten Obergeschoss drei rechteckige Öffnungen in einem steinernen Rahmen befinden, gekrönt von einem bogenförmigen Tympanon, das in der Höhe das Mezzanin einnimmt.
Ein großer Garten erstreckt sich auf der Rückseite des Gebäudes bis zum Komplex der Karminer; dieser freie Raum passt zum U-förmigen Grundriss des Palastes, begrenzt von den beiden Seitenflügeln, die sich vom Hauptblock des Gebäudes nach hinten erstrecken und von denen einer unter anderem die Bibliothek beherbergt. An der Gartenfassade sind zwei venezianische Fenster angebracht, die sich im mittleren, höheren Teil befinden und in einer Verdachung kulminieren.

### Innen
In den Innenräumen finden sich unter anderem folgende der zahlreichen, reichen Details:
- Die Sala degli Specchi (dt.: Spiegelsaal) ist der wichtigste Raum des Palastes; in ihm finden sich Fresken von Louis Dorigny (der auch die Fresken im Ca’ Tron malte), an denen auch Giambattista Tiepolo beteiligt war.
- Die Sala degli Stucchi (dt.: Stucksaal) mit Fresken von Gregorio Lazzarini, verschönert mit denen von Luca Carlevarijs.
- Die Kapelle: ein kleines, religiöses Gebäude, ursprünglich Privatkapelle der Zenobios, das in den Mauern des Palastes untergebracht ist und in dem ein großer Teil der Ausrüstung aus dem 18. Jahrhundert erhalten ist.